# Tim Brown (Footballspieler)
Timothy Donell „Tim“ Brown (* 22. Juli 1966 in Dallas, Texas) ist ein ehemaliger US-amerikanischer American-Football-Spieler auf der Position des Wide Receivers. In seiner Collegezeit spielte er für die University of Notre Dame und gewann dort 1987, als zweiter Wide Receiver, die Heisman Trophy. Nachdem er im Draft von den Los Angeles Raiders ausgewählt worden war, spielte er 16 Jahre für diese in der National Football League (NFL). 2015 wurde er in die Pro Football Hall of Fame gewählt.

## Karriere

### College
Brown besuchte und spielte College Football für Notre Dame von 1984 bis 1987. In dieser Zeit fing er 137 Pässe für 2.493 Yards, erzielte 22 Touchdowns und erreichte einen Raumgewinn von insgesamt 5.024 Yards. In seinem letzten Jahr gewann er als bester Spieler die Heisman Trophy. Er war, mit Johnny Rodgers (1972), bis 2020 (DeVonta Smith) der einzige Wide Receiver der diese Auszeichnung gewann.
2009 wurde er in die College Football Hall of Fame aufgenommen.

### NFL
Brown wurde von den Los Angeles Raiders an sechster Stelle im NFL Draft 1988 ausgewählt. In seiner ersten Saison war er statistisch gesehen der beste Kick Returner der Liga. Verletzungsbedingt musste er die Saison 1989 pausieren und wurde danach hauptsächlich als Punt Returner eingesetzt. Nachdem er in den ersten fünf Jahren nur 147 Pässe gefangen hatte, gelang ihm 1993 der Durchbruch als Wide Receiver mit 80 Pässen für 1.180 Yards. Es folgten acht weitere Saisons, in denen er mehr als 1.000 Yards im Passspiel erreichte.
Im März 1994 unterbreiteten die Denver Broncos Brown als Free Agent einen neuen Vertrag, den die Raiders jedoch überboten und Brown somit weiter an sich banden.
Brown wurde neunmal in den Pro Bowl berufen, wobei er 1988 und 1991 als Kick Returner spielte und bei den weiteren Berufungen 1993–1997, 1999 und 2001 als Wide Receiver auflief. Trotz seinen Leistungen und der Tatsache, dass er ab 2001 gemeinsam mit Jerry Rice das älteste Wide-Receiver-Duo der Liga bildete, gewannen die Raiders in dieser Zeit keinen Super Bowl. Im Super Bowl XXXVII wurden sie von den Tampa Bay Buccaneers besiegt.
Vor der Saison 2004 wurde er von den Raiders entlassen, da er seine neue Rolle in der Offense nicht akzeptierte. Er wechselte daraufhin zu den Buccaneers, wo er nach einer unspektakulären Saison seine Karriere beendete. 2005 unterschrieb er jedoch nochmals einen „Ein-Tages-Vertrag“ bei den Raiders, um seine Karriere dort offiziell beenden zu können. Bei seinem Rücktritt lag er mit 14.934 Receiving-Yards an zweiter und mit 1.094 Passfängen und 100 gefangenen Touchdowns an dritter Stelle der ewigen Bestenliste. Mit seinen 19.682 erreichten Yards steht er an der fünften Stelle der Bestenliste.

## Rekorde (Auswahl)
Während seiner Karriere erreichte Brown mehrere Rekorde und Auszeichnungen, die immer noch Bestand haben:
- NFL-Rekord mit zehn aufeinanderfolgenden Saisons mit mindestens 75 gefangenen Pässen
- NFL-Rekordhalter als ältester Spieler, der im Special Team einen Touchdown erzielt hat (35 Jahre, 140 Tage) (85-Yard-Punt-Return-Touchdown)
- Rekordhalter mit den meisten aufeinanderfolgenden Spielen mit mindestens einem gefangenen Pass (147 Spiele, 1993–2002)
- NFL-Rekordhalter mit den meisten aufeinanderfolgenden Starts als Wide Receiver: 176
- Brown hält bei den Los Angeles/Oakland/Las Vegas Raiders folgende Teamrekorde:
  - Meiste gespielte Spiele (240) und Saisons (16)
  - Meiste Touchdowns (104)
  - Rekordhalter im Passfang (14.734 Yards, 1.070 Fänge, 99 Touchdowns)
  - Rekordhalter bei Punt Returns (3.272 Punt-Return-Yards, 320 Punt Returns, 3 Punt-Return-Touchdowns)
  - Meiste Yards (insgesamt): 19.434
  - Meiste Yards von der Line of Scrimmage: 14.924

## Ehrungen
Im dritten Anlauf wurde Brown am 8. August 2015 in die Pro Football Hall of Fame aufgenommen.